# Naussac-Fontanes
Naussac-Fontanes es una comuna nueva francesa situada en el departamento de Lozère, de la región de Occitania.

## Historia
Fue creada el 1 de enero de 2016, en aplicación de una resolución del prefecto de Lozère de 29 de septiembre de 2015 con la unión de las comunas de Fontanes y Naussac, pasando a estar el ayuntamiento en la antigua comuna de Naussac.

## Demografía
| Gráfica de evolución demográfica de Naussac-Fontanes entre 1800 y 2013 |
|                                                                        |

Los datos entre 1800 y 2013 son el resultado de sumar los parciales de las dos comunas que forman la nueva comuna de Naussac-Fontanes, cuyos datos se han cogido de 1800 a 1999, para las comunas de Fontanes y Naussac de la página francesa EHESS/Cassini. Los demás datos se han cogido de la página del INSEE.

## Composición
| Comuna delegada | Código INSEE | Población (2013) | Superficie (km²) | Densidad (hab./km²) |
| --------------- | ------------ | ---------------- | ---------------- | ------------------- |
| Fontanes        | 48062        | 137              | 11.28            | 12                  |
| Naussac         | 48105        | 206              | 13.52            | 15                  |